# Meliponini
I Meliponini Lepeletier, 1836 sono una tribù di imenotteri della famiglia Apidae (secondo altri autori si tratta invece della sottotribù Meliponina), che comprende oltre 500 specie.
In inglese sono chiamate stingless bees o stingless honey bees, cioè api senza pungiglione o api mellifere senza pungiglione, sebbene tale termine possa ingenerare confusione, in quanto vi sono altre api, come quelle della famiglia Andrenidae, che pure non possono pungere, così come tutti i fuchi.
I Meliponini possiedono i pungiglioni, ma sono estremamente ridotti di dimensione e non possono essere utilizzati per la difesa.
I Meliponini sono strettamente correlati alle comuni api e a Xylocopini, Euglossini e Bombini.

## Distribuzione e habitat
I Meliponini sono presenti nella maggior parte delle regioni tropicali e subtropicali del mondo, come in Australia, Africa, Asia sudorientale e la fascia tropicale delle Americhe.
La maggioranza delle api eusociali native dell'America Centrale e Meridionale sono Meliponini, sebbene solo alcune di esse producano miele in scala tale da rendere vantaggioso l'allevamento da parte dell'uomo.
I Meliponini sono abbastanza diversi in Africa, incluso il Madagascar, e lì pure sono allevati. 
Il miele di Meliponini è considerato un medicinale in molte comunità africane come pure in Sud America.

## Biologia
Essendo presenti nelle aree tropicali, i Meliponini sono attivi tutto l'anno, sebbene siano meno attivi con condizioni meteorologiche più fredde; alcune specie presentano anche diapausa.
A differenza di altre api eusociali, esse non pungono, ma si difendono mordendo, qualora il loro alveare sia disturbato.
Inoltre, alcune specie del genere Oxytrigona possiedono secrezioni mandibolari che producono vesciche dolorose.
Nonostante la mancanza del pungiglione, i Meliponini, essendo eusociali, possono formare colonie molto numerose con un numero elevato di difensori.

### Alveari

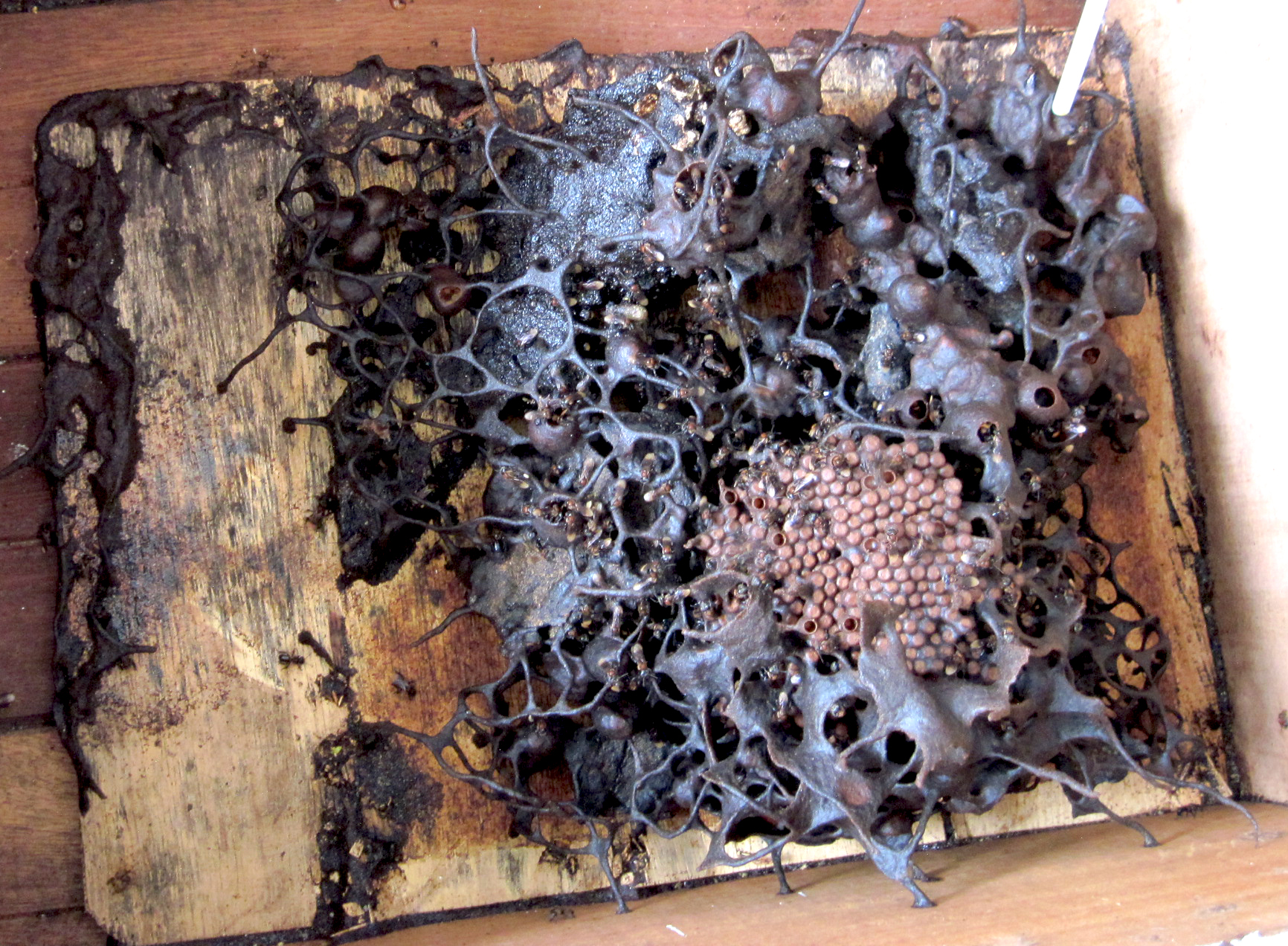
Arnia contenente colonie di Heterotrigona itama

Solitamente i Meliponini nidificano nei tronchi cavi, sui rami degli alberi, nelle cavità sotterranee o nelle fessure delle rocce, ma è stato possibile trovare loro nidi anche in cavità di muri, vecchi bidoni della spazzatura, contatori dell'acqua e fusti di stoccaggio.
Molti apicoltori mantengono le api nei loro alveari originali o le trasferiscono in casse di legno, per rendere più semplice il controllo dell'alveare.
Le api immagazzinano polline e miele in grandi contenitori ovoidali fatti di cera, tipicamente mescolata con vari tipi di resina di piante (talvolta chiamate propoli). 
Questi contenitori sono spesso disposti attorno a un insieme centrale di favi di covata orizzontali, in cui sono alloggiate le api allo stadio larvale.
Quando le giovani operaie emergono dalle loro celle, tendono a rimanere all'interno dell'alveare, compiendo diverse attività.
Via via che invecchiano, le operaie divengono guardiane o foraggere.
A differenza delle larve di Apis mellifera, le larve di Meliponini non vengono nutrite direttamente: il polline e il nettare sono posti in una cella, quindi viene deposto l'uovo e la cella è sigillata fino a quando l'ape adulta emerge dopo la pupazione ("approvvigionamento di massa").
L'alveare può contenere da 300 a 80 000 operaie, a seconda della specie.

### Differenziazione del ruolo
In estrema sintesi, il sesso di ogni esemplare di ape dipende dal numero di cromosomi che essa riceve.
Le femmine possiedono un corredo diploide (2n) di cromosomi (delle singole coppie di cromosomi, uno è fornito dalla regina e l'altro da api maschio o da fuchi.
I fuchi hanno solo un set di cromosomi (sono cioè aploidi) e risultano dalle uova non fecondate, sebbene l'inincrocio (inbreeding) possa portare a fuchi diploidi.
A differenza delle api mellifere vere, le cui femmine possono diventare operaie o regine sulla base rigorosa del tipo di alimentazione che ricevono allo stato larvale (le regine sono nutrite con pappa reale e le operaie con polline), il sistema della casta nei Meliponini è variabile e solitamente è basato semplicemente sul quantitativo di polline consumato; nel genere Melipona quantità maggiori portano allo sviluppo di regine.
Esiste comunque anche una componente genetica, cosicché fino al 25% (solitamente il 5–14%) delle femmine nate può essere costituito da regine.
Nel primo caso (api mellifere), le celle delle regine possono essere distinte dalle altre per le loro dimensioni maggiori, in quanto al loro interno è immagazzinata una quantità maggiore di polline, ma, nel secondo caso (Melipona), le celle sono identiche a quelle delle operaie e sono sparpagliate fra di esse.
Quando le nuove regine fuoriescono, solitamente partono per l'accoppiamento e la maggior parte muore.
I nuovi nidi non sono costituiti mediante sciamatura, ma attraverso una processione di operaie che gradualmente costruiscono un nuovo nido in un secondo sito.
Al nido si unisce quindi una regina che si è appena accoppiata; in questo momento le operaie divengono permanentemente residenti ed aiutano la nuova regina ad allevare le sue nuove operaie.
Se una regina dominante diviene debole o sta morendo, allora una nuova regina può sostituirla.
Nel caso della Plebeia quadripunctata, sebbene meno dell'1% delle celle delle operaie produca regine nane, esse comprendono sei regine su sette e, di queste, una su cinque procede a dirigere una sua propria colonia.
Esse sono attive dal punto di vista riproduttivo, ma meno feconde delle regine grandi.

## Tassonomia
La tribù Meliponini comprende i seguenti generi:
- Austroplebeia Moure
- Camargoia Moure
- Cephalotrigona Schwarz
- Cleptotrigona Moure
- Dactylurina Cockerell
- Hypotrigona Cockerell
- Kelneriapis Sakagami
- Lestrimelitta Friese
- Liotrigona Moure
- Lisotrigona Moure
- Melipona Illiger
- Meliponorytes Tosi
- Meliponula Cockerell
- Meliwillea Roubik, Segura & Camargo
- Nannotrigona Cockerell
- Nogueirapis Moure
- Oxytrigona Cockerell
- Paratrigona Schwarz
- Pariotrigona Moure
- Partamona Schwarz
- Plebeia Schwarz
- Plebeina Moure
- Proplebeia Michener
- Scaptotrigona Moure
- Tetragona Lepeletier & Serville
- Trichotrigona Camargo & Moure
- Trigona Jurine
- Trigonisca Moure

## Specie di Meliponini che producono miele
- Austroplebeia spp.
- Cephalotrigona spp.
  - C. capitata
- Frieseomelitta spp.
  - F. doederleini
  - F. varia
- Heterotrigona
  - H. itama
- Melipona spp.
  - M. asilvai
  - M. beecheii
  - M. bicolor
  - M. compressipes
  - M. costaricensis
  - M. eburnea
  - M. fasciata
  - M. fasciculata
  - M. flavolineata
  - M. fuliginosa
  - M. marginata
  - M. panamica
  - M. quadrifasciata
  - M. rufiventris
  - M. scutellaris
  - M. seminigra
  - M. subnitida
  - M. yucatanica
- Meliponula spp.
  - M. bocandei
- Paratrigona
  - P. subnuda
- Partamona spp.
  - P. seridoensis
  - P. helleri
- Scaptotrigona spp.
  - S. bipunctata
  - S. polysticta
  - S. postica
  - S. tubiba
  - S. mexicana
- Schwarziana spp.
  - S. quadripunctata
- Tetragona
  - T. clavipes
  - T. quadrangula
- Tetragonisca spp.
  - T. angustula
- Trigona spp.
  - T. carbonaria
  - T. hockingsii
  - T. iridipennis